# Pilatus PC-24
Dimensions
Le Pilatus PC-24 Super Versatile Jet est un biréacteur d'affaires construit par l'avionneur suisse Pilatus Aircraft. Sa capacité à utiliser des pistes très courtes et peu aménagées lui permet d'atteindre plus de 20 000 aéroports et aérodromes à travers le monde. Doté d'une porte cargo, caractéristique unique pour ce type d'avion, il peut se transformer en avion de transport ou d'évacuation médicale. Il vole pour la première fois le 11 mai 2015 et reçoit sa certification le 7 décembre 2017. Pilatus table sur un objectif de vente de 1 200 appareils. Il est opéré par un large éventail de clients (propriété partagée, affréteurs, compagnies publiques, privés, évacuations sanitaires et autorités gouvernementales), ce qui démontre sa polyvalence. Ses caractéristiques le mettent notamment en concurrence avec les Embraer Phenom 300 et le Cessna CitationJet CJ4.

## Développement
Le PC-24 a été révélé au public à la European Business Aviation Convention & Exhibition (EBACE) à Genève le 21 mai 2013. Lors de cette manifestation, il s'agissait d'une maquette grandeur nature. Son premier vol prévu en mai 2013 pour fin 2014 a été reporté en mai 2014 à début 2015, et son entrée en service en 2017. Son prix prévu est de neuf millions de dollars US. La sortie d'usine est annoncée pour le 1er août 2014.

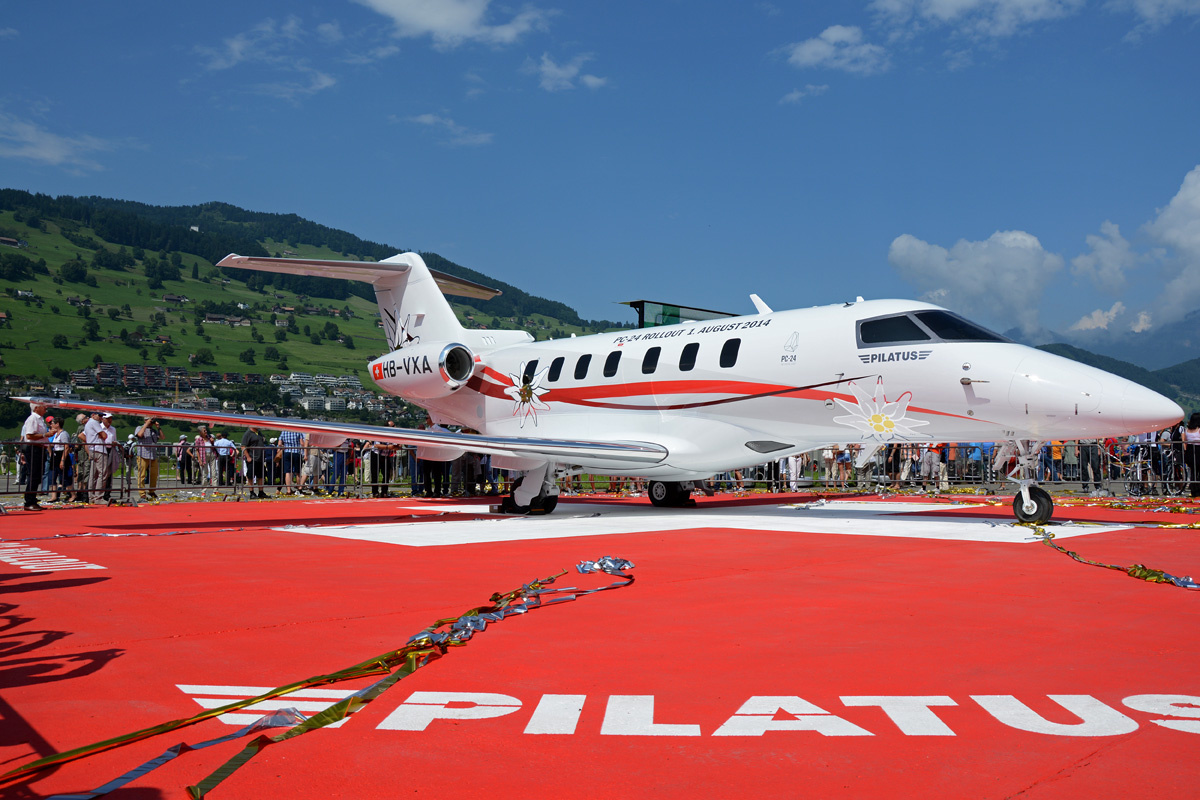
Le premier prototype du PC-24 lors de sa présentation le 1 août 2014.

Le carnet de commande, ouvert officiellement le 20 mai 2014, a accumulé dès son ouverture trois ans de commandes jusqu'en fin 2019. Pilatus a décidé de clôturer ce carnet et ne communique pas pour l'instant la date de réouverture des ventes.
Il effectue son premier vol, d'une durée de 55 minutes, le 11 mai 2015 depuis l'aérodrome de Buochs. Le premier vol du deuxième prototype P02 (HB-VXB) d’une durée totale de 82 minutes est réalisé le 16 novembre 2015 depuis Buochs. À la même date le prototype P01 a effectué 144 heures et 27 minutes de vols. La certification puis la livraison du premier avion de série doit se faire lors du troisième trimestre de 2017. Le troisième et dernier prototype P03 (HB-VSA) a effectué un premier vol de 2 h 5 min le 6 mars 2017, sa certification est prévue dans le courant du troisième trimestre de la même année.
Le 7 décembre 2017, le Pilatus PC-24 a obtenu les certificats de type (TC) de l'Agence européenne de la sécurité aérienne (AESA) et de la Federal Aviation Administration (FAA). En octobre 2018, le PC-24 a obtenu la certification des deux agences pour les atterrissage et décollage sur piste en sable et gravier sec. Le 27 juin 2019, il obtient la certification de Transports Canada. En février 2020, il obtient la certification pour les opérations sur piste en herbe et sur piste non revêtue mouillée et recouverte de neige. L'AESA avait demandé des tests sur des pistes différentes sur plusieurs places d’atterrissages. Les essais sur l'herbe sèche ont été menés à Goodwood, en Angleterre. D'autres essais sur pistes en herbe ont été effectués à Kunovice en République tchèque, à Poitiers en France et à Duxford, en Angleterre. Les essais sur terre humide ont été réalisés à Woodbridge, en Angleterre. À Kuujjuaq au Canada, les tests ont été menés sur les pistes de gravier recouvertes de neige.

## Caractéristiques
Le cockpit est construit autour d’une suite avionique développée sur un concept Pilatus baptisé « Advanced Cockpit Environnement » (ACE), avec quatre écrans de 12 pouces et un système de vision synthétique. Il est certifié Single Pilot (un seul pilote) IFR (vol aux instruments). Il est alimenté par deux réacteurs Williams FJ44-4A montés à l'arrière du fuselage.

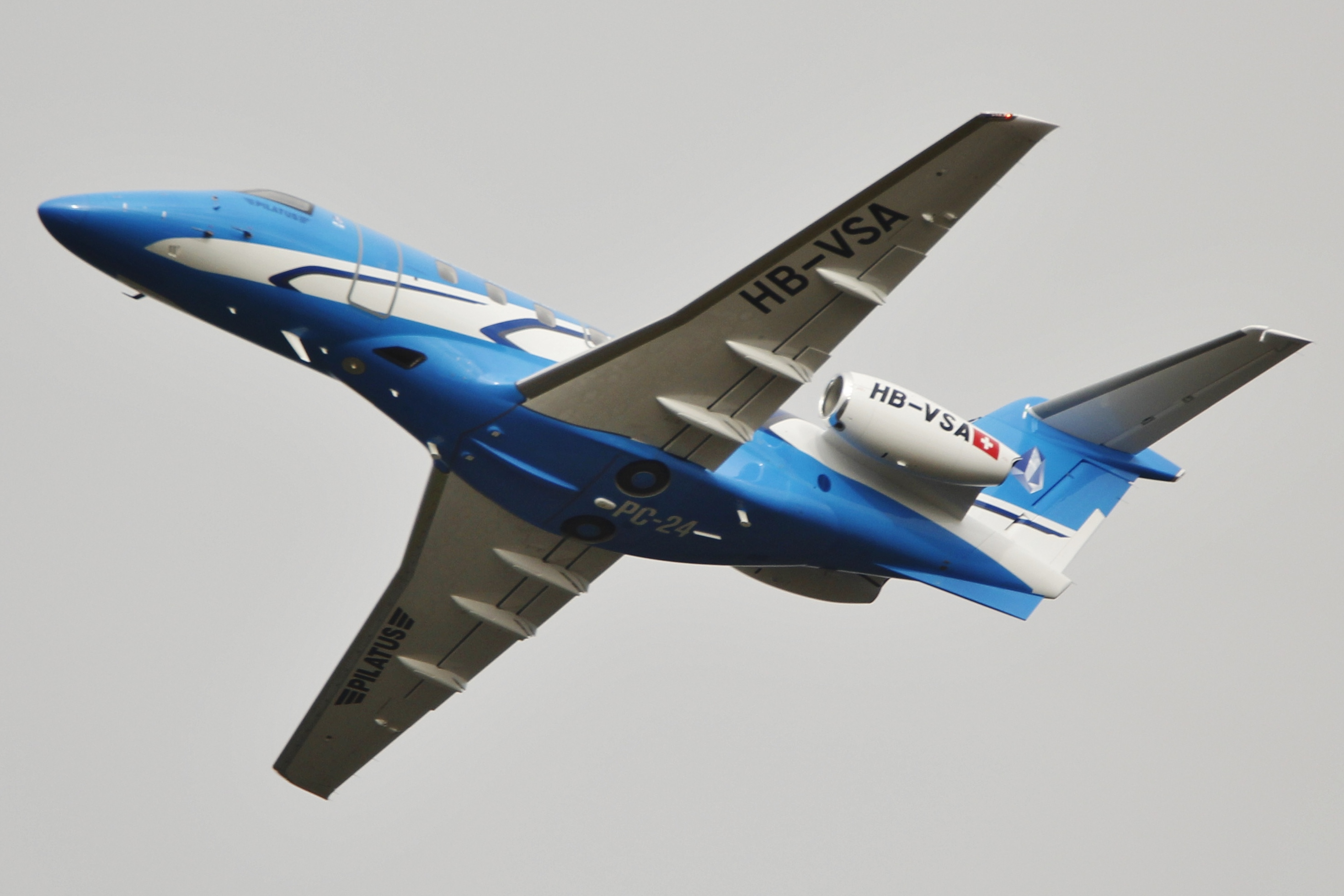
Le PC-24 HB-VSA (s/n P03) survolant l’Écosse en 2017.

Le jet a une portée de 3 769 km avec quatre passagers (3 400 km avec six passagers) et une vitesse de croisière maximale de 815 km/h. Il peut emporter jusqu'à dix passagers en cabine pressurisée.
Son compartiment bagages accessible en fond de cabine est desservi par une porte cargo située entre les ailes et le moteur, à l'instar de son petit frère à hélice, le PC 12. Il est le premier jet d’affaires du monde doté d'une porte cargo, augmentant ainsi la palette d'utilisation de l'appareil. La cabine, d'un volume de 14,20 m3, peut recevoir plusieurs aménagements : version cargo, version exécutive avec quatre sièges + cargo, six sièges, six sièges + 2 ou 8 sièges, version 10 sièges passagers ou pour l'évacuation sanitaire.
L'appareil a la possibilité d'atteindre rapidement un niveau de vol élevé (45 000 pieds), comme de nombreux jets d'affaire, pour échapper à l'intensité du trafic sur les principales routes aériennes et garantir ainsi une meilleure souplesse d'utilisation dans les régions au ciel encombré.
Avec une distance de décollage de 820 m (longueurs de piste équivalentes : 856 m) et une distance d'atterrissage de 718 m (avec obstacle de 15 m), le PC-24 est destiné à être utilisé également sur des pistes non revêtues (neige, herbe, sable...). Comme l'indique le constructeur, ce parti-pris vise principalement à augmenter significativement le nombre de plateformes aéroportuaires accessibles à un avion de cette taille, positionnement très fort face à la concurrence. En effet, dans le monde environ 10 650 aéroports disposent d'une piste revêtue d'une longueur d'au moins 954 m et 1 050 autres aéroports en disposent une d'au moins 856 m. Le nombre d'aérodromes qui possèdent une piste non revêtue (herbe, terre) d'au moins 856 m de long est supérieur à 20 000. Le PC-24 a donc accès à presque 100 % des aéroports et aérodromes à travers le monde.
Ces caractéristiques font du PC-24, un avion polyvalent conçu pour une grande variété de missions.

### Performances
- Vitesse de croisière maximale (FL 280) : 815 km/h / 440 KTAS
- Distance franchissable avec quatre passagers (charge de 363 kg, réserve NBAA IFR, LRC, 1 pilote) : 3 769 km / 2 035 nautiques
- Distance franchissable avec six passagers (charge de 545 kg, réserve NBAA IFR, LRC, 1 pilote) : 3 400 km / 1 836 nautiques
- Altitude maximum : 13 716 m / 45 000 ft
- Longueur de piste équivalente au décollage (MTOW, ISA, niveau de la mer, piste pavée sèche) : 856 m / 2 810 ft
- Distance d'atterrissage avec obstacle de 15 m / 50 ft : 718 m / 2 355 ft
- Vitesse ascensionnelle (MTOW, niveau de la mer) : 21,10 m/s / 4 151 ft/min
- Temps de montée pour atteindre le niveau de vol FL 450 (direct climb) : 24,4 min
- Vitesse de décrochage : 149 km/h / 81 nœuds.

### Masses
- Masse maximale sur l'aire de trafic : 8 345 kg / 18 400 lb
- Masse maximale au décollage : 8 300 kg / 18 300 lb
- Masse maximale à l'atterrissage : 7 665 kg / 16 900 lb
- Masse zéro-carburant : 6 450 kg / 14 220 lb
- Masse de base : 5 156 kg / 11 367 lb
- Carburant utilisable (888,5 U.S. gal) : 2 705 kg / 5 964 lb
- Charge utile maximum : 1 134 kg / 2 500 lb
- Charge utile avec le maximum de carburant : 324 kg / 715 lb.

### Dimensions
- Longueur : 16,80 m
- Hauteur : 5,30 m
- Envergure : 17 m

Cabine
- Volume : 14,20 m3
- Longueur : 7,01 m
- Largeur : 1,69 m
- Hauteur : 1,55 m
- Largeur du sol : 1,16 m
- Porte passager : 1,34 × 0,60 m
- Porte cargo : 1,30 × 1,25 m
- Compartiment bagage : 2,50 m3
- Configurations :
  - Cargo
  - Exécutive : quatre sièges + cargo, six sièges, six sièges + deux, huit sièges
  - 10 sièges, soit 11 passagers au maximum et 1 pilote
  - Évacuation sanitaire.

## Commandes et livraisons

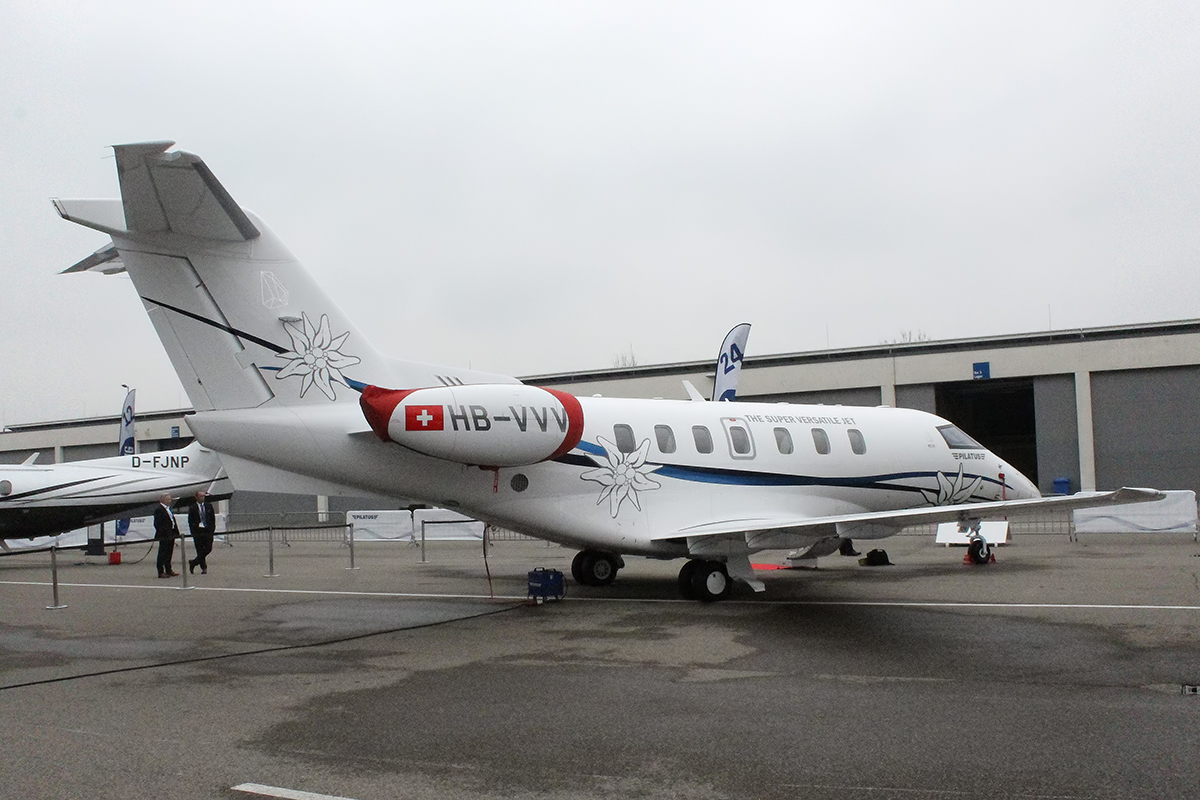
Le PC-24 de présentation HB-VVV (s/n 124) à l'AERO Friedrichshafen 2019.

En juin 2016 Pilatus Aircraft annonce que le carnet de commande est fermé jusqu'à fin 2019. En tout, 84 exemplaires ont été commandés lors du salon EBACE à Genève en mai 2014. 
Deux compagnies d'évacuation médicale ont déjà commandé des PC-24. Le Royal Flying of Australia passe commande de trois appareils en 2014. En janvier 2018, la société publique Svenskt Ambulansflyg, qui à partir de 2020 devrait être responsable de tous les vols de sauvetage en Suède, annonce vouloir commander six PC-24 version ambulance avec options pour quatre appareils supplémentaires. La commande est officialisée le 21 août 2019 et le début des opérations est prévu pour 2021.
Lors du salon EBACE en mai 2019, Pilatus annonce la réouverture du carnet de commande. Pour l'année en cours, l'avionneur prévoit de livrer encore 40 nouveaux PC-24, puis 50 en 2020.
La première livraison eut lieu en février 2018. 18 PC-24 ont été livrés en 2018, 17 livrés durant le premier semestre 2019.
En octobre 2019, Pilatus livre son 50e biréacteur PC-24 à un client américain. La flotte mondiale de PC-24 dépasse alors les 14 000 heures de vol. En février 2020, 69 PC-24 ont été livrés.
En novembre 2020, la Force aérienne de l'Émir du Qatar commande deux PC-24 pour la formation et le transport VIP.
En janvier 2021, soit moins de trois ans après la première livraison du premier exemplaire, Pilatus livre son 100e PC-24.
| Nom                                                 | Nombre (2019) | Remarques |
| --------------------------------------------------- | ------------- | --- |
| Émirats arabes unis, Falcon Aviation Services (de)  | 2             | |
| Luxembourg, Jetfly                                  | 4             | Version exécutive |
| États-Unis, PlaneSense (en)                         | 6             | 1er client, 1re livraison en février 2018                                                                              |
| Australie, Royal Flying Doctor Service of Australia | 3             | Version EVASAN, options pour 1 appareil supplémentaire levée en 2018 ou 2019? Un 5ème appareil a été commandé en 2020. |
| États-Unis, U-Haul International                    | 2             | |
| Suisse, Forces aériennes suisses                    | 1             | Version exécutive |
| Suède, Svenskt Ambulansflyg                         | 6             | Version EVASAN, options pour 4 appareils supplémentaires                                                               |
| Autres et clients privés                            | 67            | |
| Total                                               | 91            | |

## Utilisateurs

### Publics et militaires
- Australie

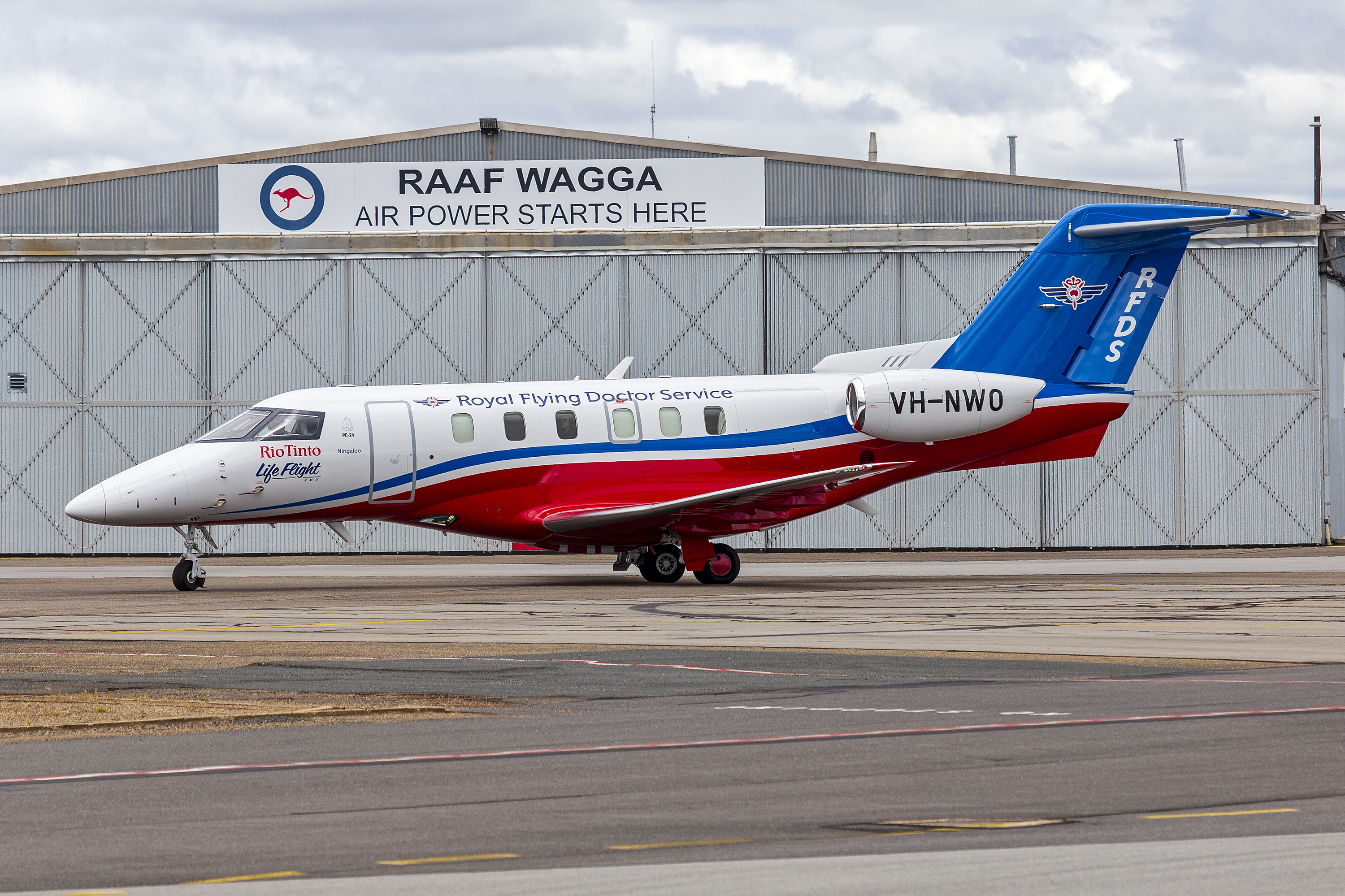
Un PC-24 (VH-NWO) du RFDS à l'aéroport de Wagga Wagga en novembre 2022.

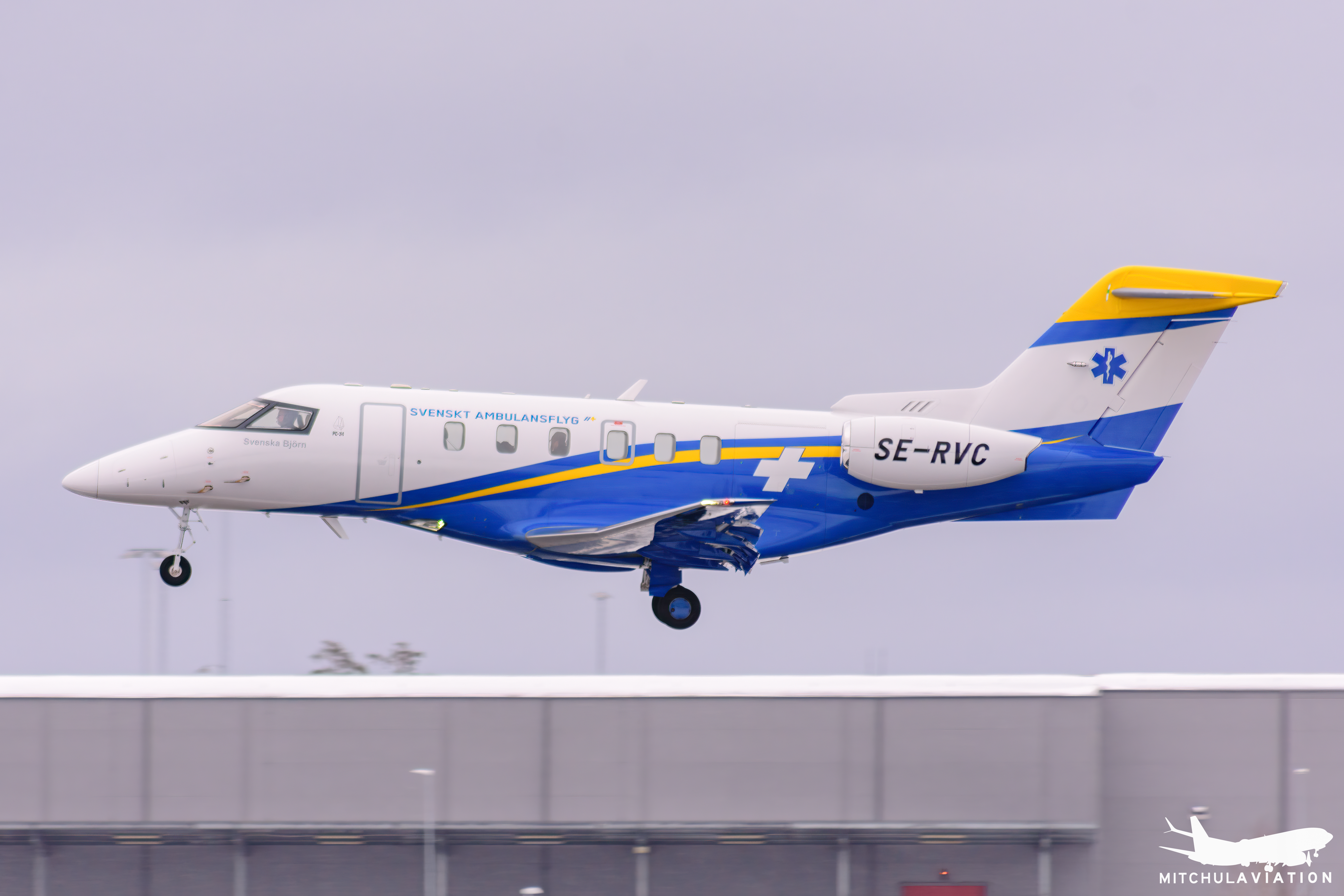
Un PC-24 (SE-RVC) de Svenskt ambulansflyg atterrissant à l'aéroport de Stockholm-Arlanda en février 2013.

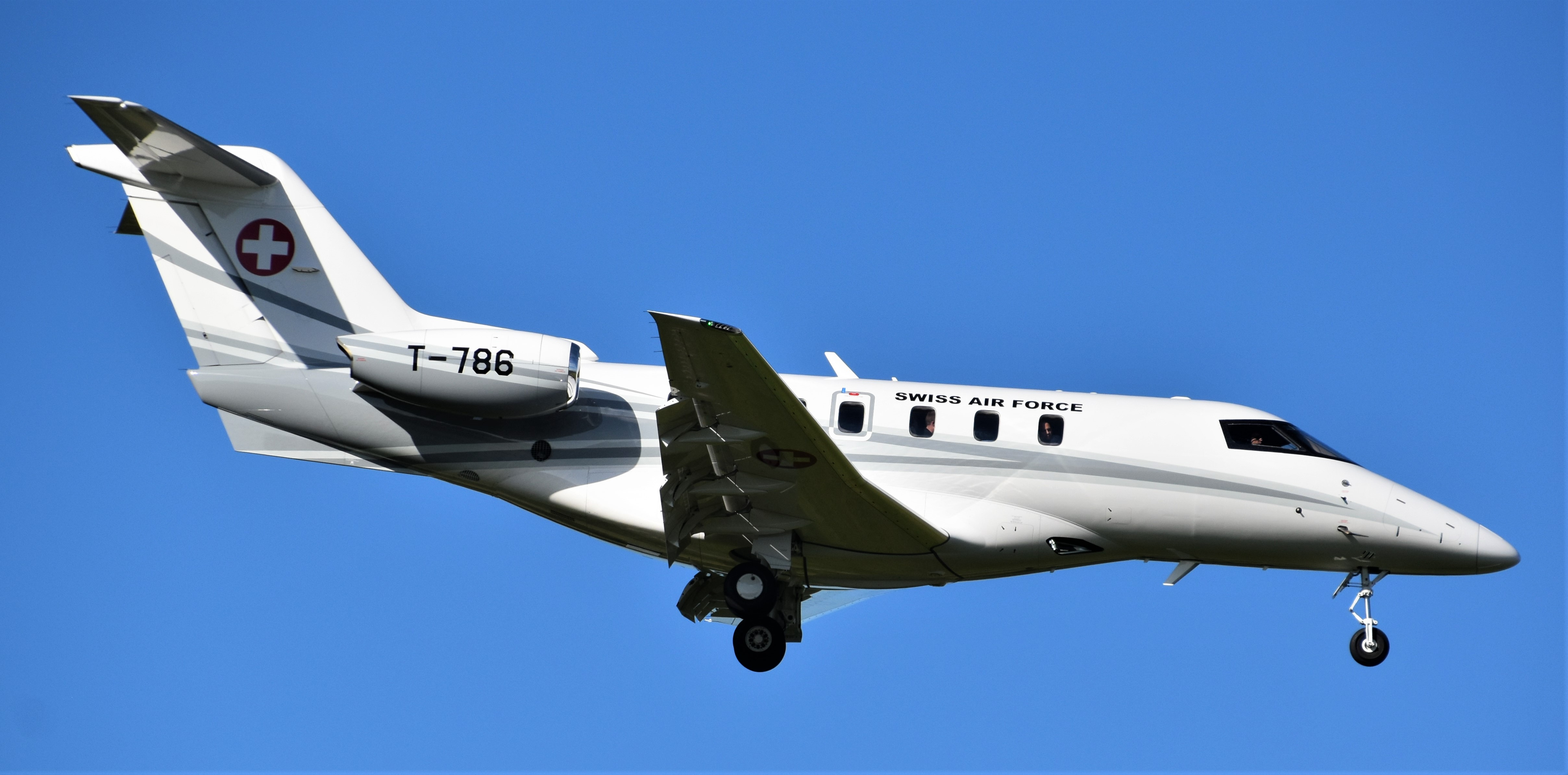
Le PC-24 (T-786) du STAC à l'aéroport de Birmingham en juillet 2020.

  - Royal Flying Doctor Service of Australia (RFDS) : 4 (5) PC-24. Ces appareils sont capables de transporter trois patients sur civière et deux équipes médicales composées de quatre médecins et infirmières. 
    - RFDS Western Operations (Australie-Occidentale) : 2 (3) PC-24. L'appareil Victory (VH-VWO / s/n 105 / 2018), livré le 2 décembre 2018[25] et entré en service le 21 janvier 2019[26], est basé à l'aéroport de Jandakot près de Perth (WA). L'appareil Kimberley (VH-KWO / s/n 106 / 2019), livré en février 2019 et entré en service en mars, est basé à Broome (WA)[27]. Le RFDS Western Operations (Australie-Occidentale) opèrent également 16 Pilatus PC-12[26]. Un troisième PC-24 Rio Tinto LifeFlight jet rejoindra ces deux appareils en 2022[24].
    - RFDS Central Operations (Australie-Méridionale et Territoire du Nord) : 2 PC-24. Un appareil (VH-FMP / s/n 118 / 2019) est livré au printemps 2019[28], un second PC-24 (VH-FZQ / s/n 169 / 2020) l'est au premier semestre 2020[29]. Tous deux sont basés à Adélaïde (SA)[30]. Le RFDS Central Operations opèrent également 19 Pilatus PC-12[31].

  - New South Wales Ambulance (en) (NSWA) : 2 x PC-24 commandés en 2021[32]

- Botswana
  - Botswana Defence Force Air Wing : 1 (s/n 114 / DS-1 / 2018) livré en septembre 2018, destiné au transport du gouvernement.

- États-Unis
  - North Slope Borough Search and Rescue Department (SAR) : 1 (s/n 145 / N827HB / 2019) acquis en janvier 2020 en remplacement de leur Learjet 31A (en). Basé à l'aéroport Wiley Post–Will Rogers Memorial (en) à Utqiagvik en Alaska[33], le PC-24 est utilisé pour des missions de recherche et de sauvetage et des évacuations sanitaires[34].
  - Nevada Department of Transportation (en) : 1 x PC-24 à 10 places (s/n 203 / N777NX / 2020), réceptionné en novembre 2020 en remplacement d'un Cessna Citation II[35].
  - North Shore University Hospital (en) : 1 x PC-24 (s/n 236 / N97NH / 2021) ambulance livré en automne 2021

- Qatar
  - Force aérienne de l'Émir du Qatar : 2 PC-24 QA397 commandés en novembre 2020, pour la formation (transformation des futurs pilotes sur les Airbus KC-30A et Boeing C-17A) et le transport VIP[22].

- Suède
  - Svenskt ambulansflyg (sv) : 6 (version EVASAN) commandés le 21 août 2019 avec des options pour 4 appareils supplémentaires[18]. Les opérations de vol débuteront en 2021 depuis les aéroports de Stockholm-Arlanda, Göteborg-Landvetter et Umeå[19].

- Suisse
  - Forces aériennes suisses : 1 (s/n 121 / T-786 / 2018). Livré officiellement le 18 février 2019 au Service de transport aérien de la Confédération (de) (STAC), il est stationné sur la base fédérale à l’aéroport de Berne-Belp[36].

### Civils
- Afrique du Sud

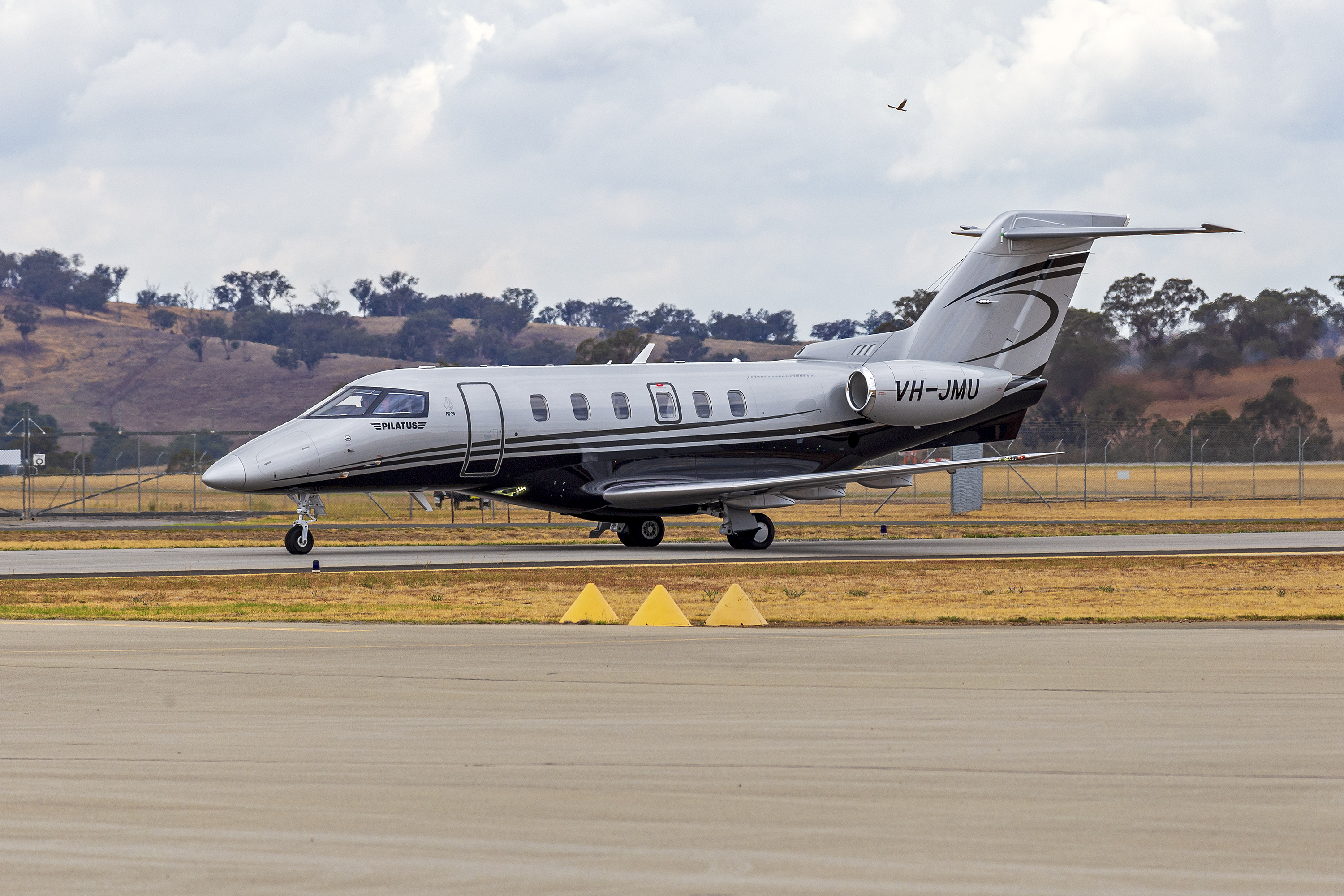
Un PC-24 (VH-JMU) à l'aéroport de Wagga Wagga en février 2020.

  - Execujet : 1 (s/n 113 / ZS-YTB / 2018) livré en octobre 2018, basé à l'aéroport de Johannesbourg-Lanséria
  - Privé : 1 (s/n 130 / ZS-KAT / 2019)

- Allemagne : 4? PC-24 immatriculés (juin 2021)
  - Platoon Aviation : 4 PC-24. La Compagnie aérienne charter d'affaires a commandé quatre appareils avec une option pour deux autres. Le deuxième PC-24 a été livré au printemps 2021, les deux autres le seront au printemps 2022. L'entretien est assuré par Volkswagen Air Services[37].
  - Privé : 1 (s/n 159 / D-CJBH / 2019)
  - Volkswagen Air Services : 1 (s/n 149 / D-CVAA / 2019)

- Australie : 6 PC-24 immatriculés dont 4 chez RFDS (juin 2021)[38]
  - Poolhurst Aviation : 1 (s/n 183 / VH-VTF / 2020), spécialiste charter basé à l'aéroport d'Archerfield dans la banlieue de Brisbane.
  - Pilatus Australia : 1 (s/n 119 / VH-FGM / 2018), basé à l'aéroport international d'Adélaïde

- Belgique
  - European Aircraft Private Club (EAPC) : 2 (OO-MAP / 2019 et OO-MBP / 2020[39]), basés à l'aéroport de Charleroi.    EAPC est une société coopérative de copropriété d’avions privés. Elle exploite également huit PC-12[40].

- Canada : 2 PC-24 immatriculé (février 2020)[41].
  - Starlink Aviation (en) : 1 (s/n 135 / C-GOAI / 2019) livré en juin 2019, basé à l'aéroport de Montréal
  - Privé : 1 (s/n 157 / C-FTMF / 2019) livré en décembre 2019, basé à Edmonton (Alberta)

- Chili
  - Raki Aviation (Aerocardal?) : 1 (s/n 139 / CC-DAE / 2019), 40e PC-24 livré en août 2019 à l'aéroport international Arturo-Merino-Benítez, opère également un PC-12NG[42].

- Danemark

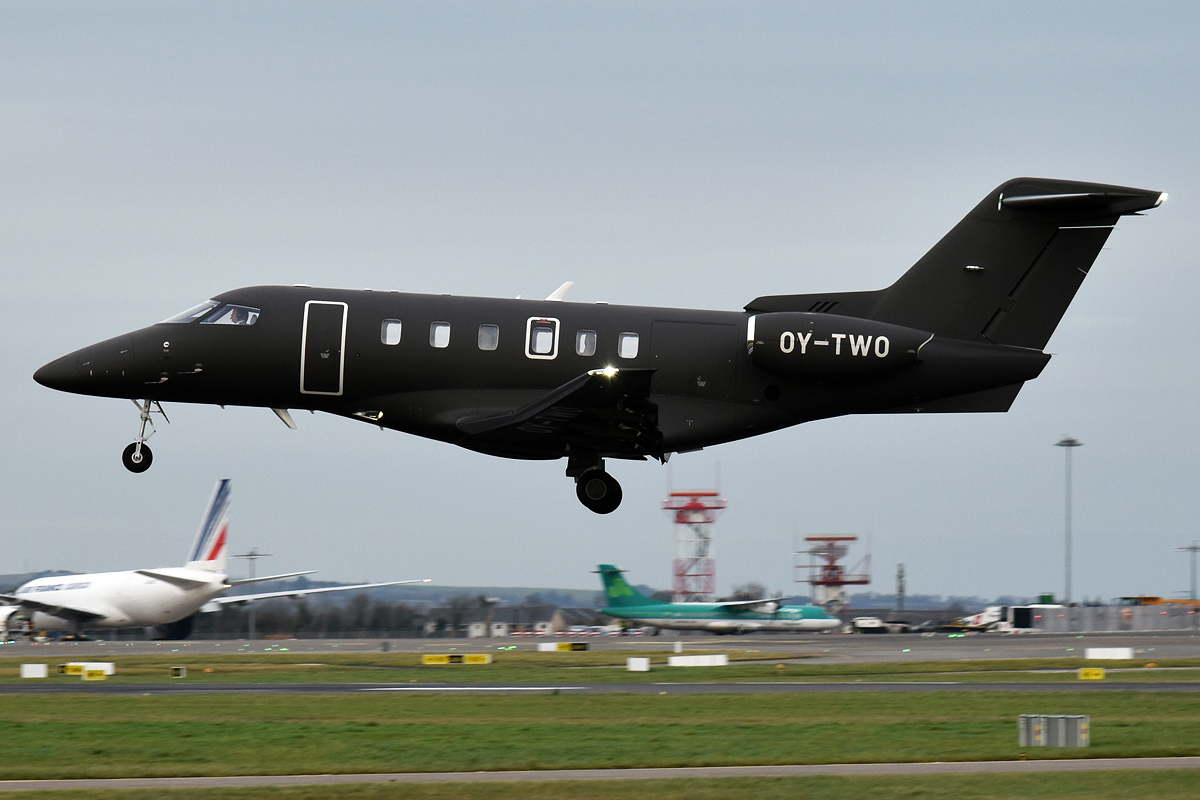
Le PC-24 Blackbird Air Charter OY-TWO à l'aéroport international de Dublin 2020.

  - Blackbird Air Charter : 1 (s/n 133 / OY-TWO / 2019) livré en 2019

- Émirats arabes unis
  - Falcon Aviation Services (de) : 2 commandés pour des vols charter, 1ère livraison en septembre 2019[43]. Basé à l'Al Bateen Executive Airport (en), Falcon Aviation offre également des services de maintenance pour le PC-12[44].

- États-Unis : 95 PC-24 immatriculés (mars 2023))[33]. Issue principalement de la liste de février 2019 (35 appareils) :
  - Aero Pro Owner LLC (Colorado) : 1  livré en octobre 2019
  - Aircraft Guaranty Corp (Oklahoma) : 1 livré en septembre 2019
  - Bixby Bridge IV LLC (Illinois) : 1
  - Bright Wings Aviation LLC (Virginie) : 1 , basé à Airpark de Pompano Beach
  - Cajun Industries Holdings LLC (Louisiane) : 1
  - Clay Lacy Aviation (en) (Californie) : 1 (s/n 112 / N74JX / 2018), remplace un PC-12
  - Cox Aviation LLC (Géorgie) : 1  livré en décembre 2019
  - Cundy's Harbor Aircraft Sales LLC (Floride) : 1
  - Faclcon Aircraft Leasing LLC (Arizona) : 1 , basé à l'aéroport de Mesa-Falcon Field
  - Gold Rush Ventures LCC (Californie) : 1
  - Greenway PC-24 LLC (Floride) : 1
  - HG Air 1 LLC (Illinois) : 1  livré en novembre 2019
  - Live Free and Flx NH LCC (New Hampshire) : 1
  - MEB Leasing LLC (copropriété, Ohio) : 1 livré en août 2019
  - Modesto Jet Center : 1. Compagnie d'avion d'affaire charter, elle opèrent également 4 PC-12[45].
  - PC24 LLC (Nevada) : 1  depuis février 2019
  - PlaneSense (en) (New Hampshire) : 4 . Le premier appareil est en service depuis le 1er avril 2018, 2 en commande. Premier opérateur commerciale du Pilatus PC-12, elle est la compagnie (copropriété) de lancement du PC-24[46].Le hangar de Pilatus Aircraft à Broomfield (Colorado) en 2018.

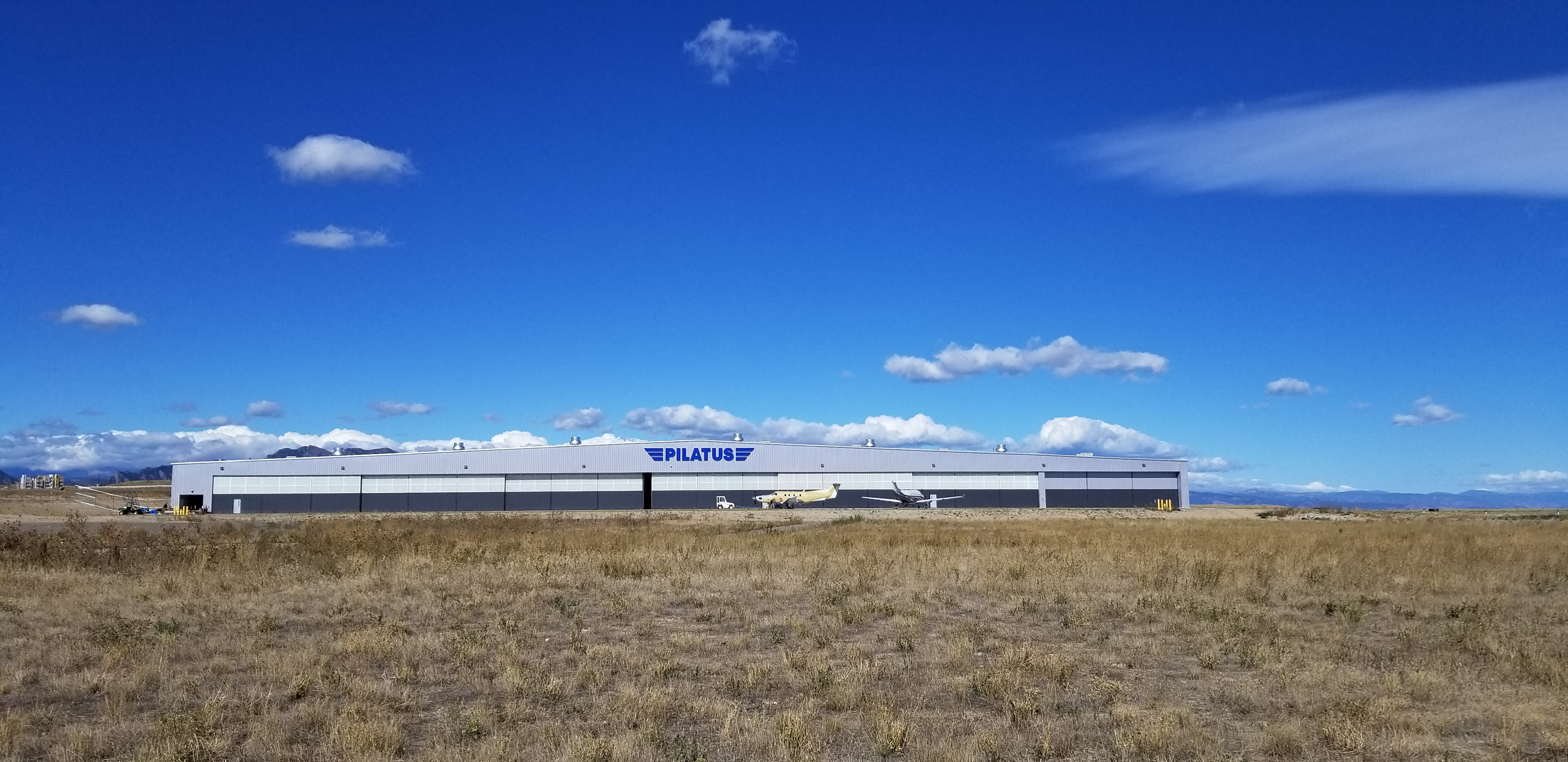
Le hangar de Pilatus Aircraft à Broomfield (Colorado) en 2018.

  - Pilatus Business Aircraft : 7, dont l'avion de démonstration Swiss Crystal (s/n 103 / N84KE). Centre de Pilatus Aircraft aux États-Unis basé à l'aéroport métropolitain de Rocky Mountain (en) à Broomfield, Colorado.
  - Privé : 1
  - TVPX Aircraft Solutions INC (Utah) : 1
  - U-Haul International (Arizona) : 1 (s/n 127 / N127UH / 2019) sur 2 commandés
  - Upland Aviation LCC (Oregon) : 1  depuis août 2019
  - WestAir Charter (Idaho) : 1 (s/n 102 / N224WA / 2018) acquis en septembre 2018. Première compagnie exploitant un PC-24 aux États-Unis pour des vols charters, elle opère également une importante flotte de Pilatus PC-12[47] basée en Californie, en Idaho et à Washington. Cette compagnie appartient à Western Aircraft, basé à l'aéroport de Boise en Idaho, concessionnaire Pilatus et centre de service agréé[48].
  - Wing and Rotor Transportation Holding LCC (New Jersey) : 1 livré en novembre 2019
  - WRDC Entreprise LLC (Kansas) : 1
  - Wynalda Aviation LLC (Michigan) : 1 (s/n 129 / N985RC / 2019) livré en mai 2019, exploite également un PC-12
  - YB Aviation LLC (Caroline du Nord) : 1

- Luxembourg : 

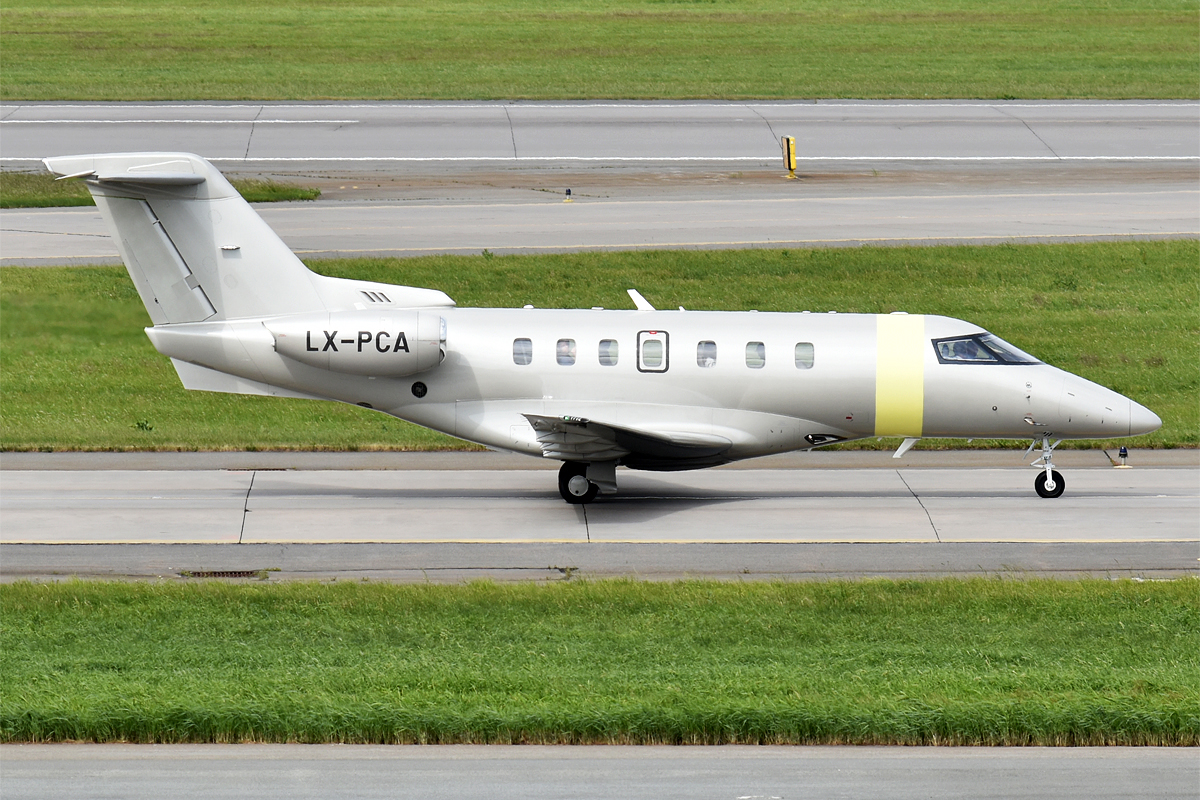
Un PC-24 (LX-PCA) de Jetfly à l'aéroport de Poulkovo en février 2020.

  - Jetfly : 10 PC-24  en service. Jetfly, premier opérateur européen du Pilatus PC-12, est la compagnie de lancement en Europe du PC-24. Elle a réceptionné son premier exemplaire lors d'une cérémonie à Stans le 13 septembre 2018. La compagnie d’aviation d’affaires en propriété partagée annoncent d'autres commandes lorsque le carnet de commande sera rouvert[49]. Le 100ème PC-24 produit est le dixième appareil livré à JetFly en janvier 2021[50].

- Malte
  - Comlux Malta : 1 (s/n 155 / 9H-SBK / 2019)
  - Privé : 1 (s/n 124 / 9H-CFB / 2018) livré en novembre 2019 (ex HB-VVV)

- Mexique
  -  : 1 (s/n 148 / XA-ENR / 2019)

- Pologne : 2 PC-24 immatriculés (décembre 2019)
  - Privé : 2 (s/n 134 / SP-AGA / 2019) et (s/n 147 / SP-MIX / 2019)

- République tchèque
  - Privé : 1 (s/n 146 / OK-CER / 2019)

- Suisse : 12 immatriculations civiles (février 2020)[51].
  - Pilatus Aircraft : 12 dont 3 prototypes (s/n P01 / HB-VXA, s/n P02 / HB-VXB, s/n P03 / HB-VSA), la plupart ont une immatriculation provisoire.
  - Premium Jet : 1 (s/n 108 / HB-VLX / 2018), version exécutive 6 passagers, basé à l'aéroport international de Zurich.